# Dumbarton Oaks

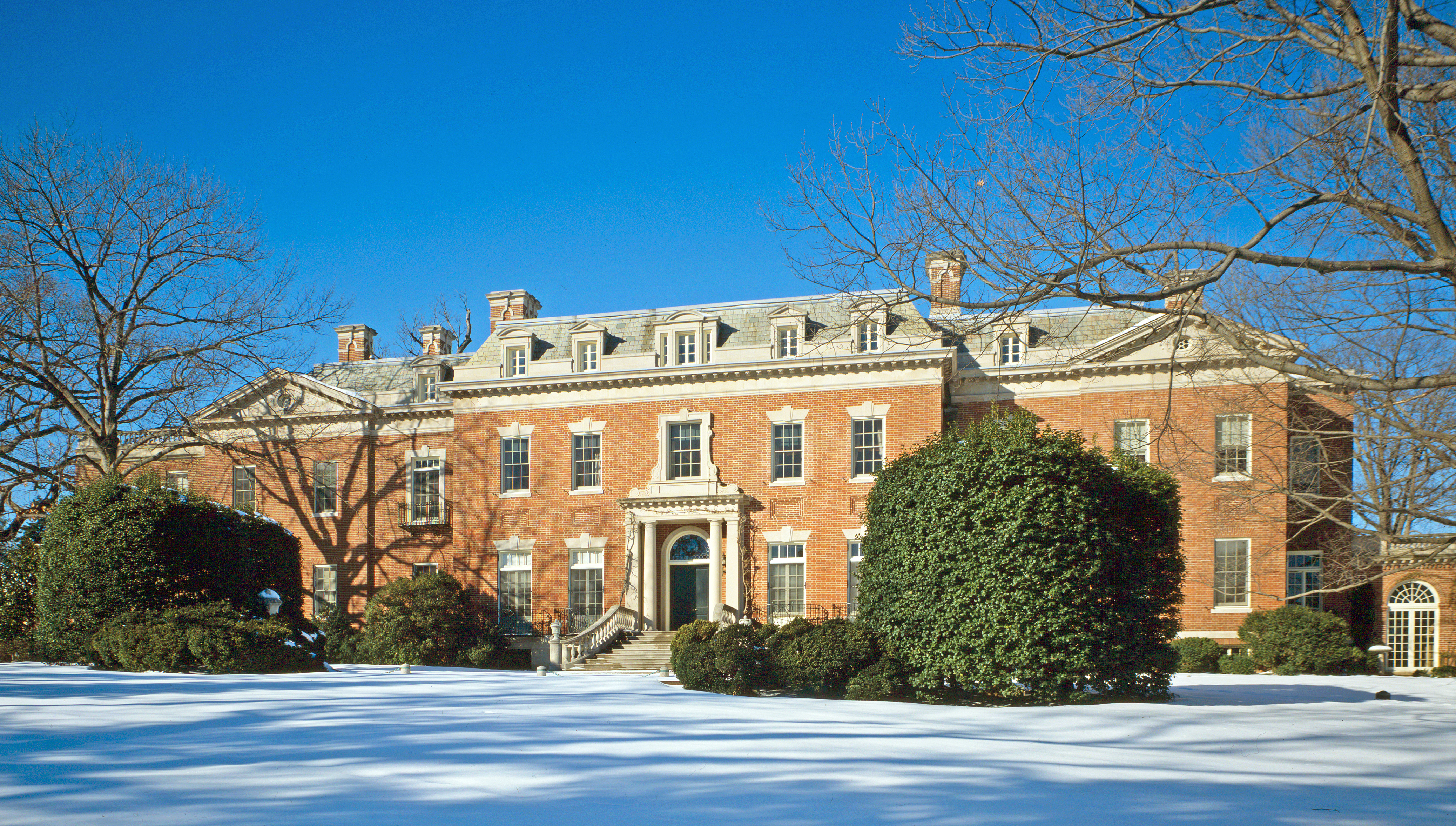
Conacul Dumbarton Oaks

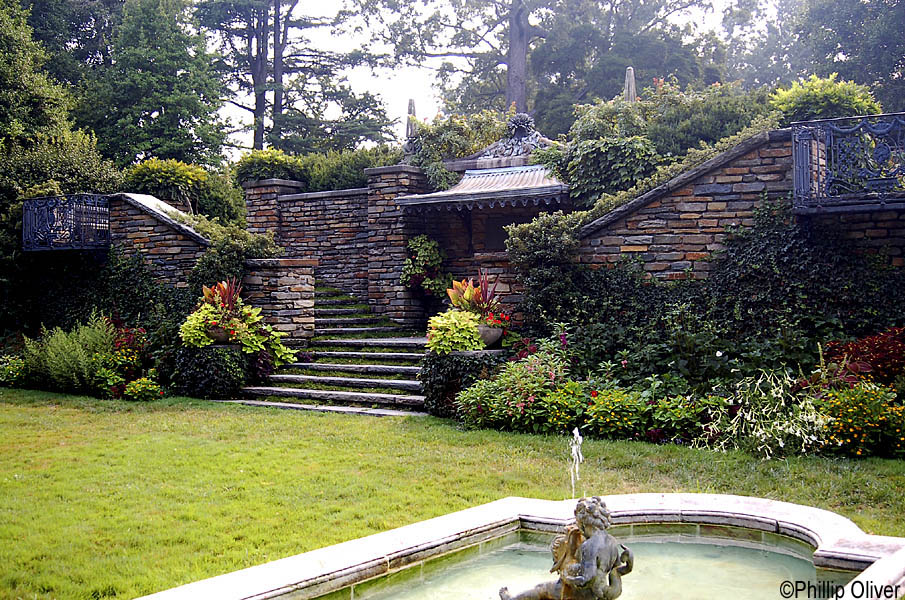
Terasa Fântânii de la Dumbarton Oaks

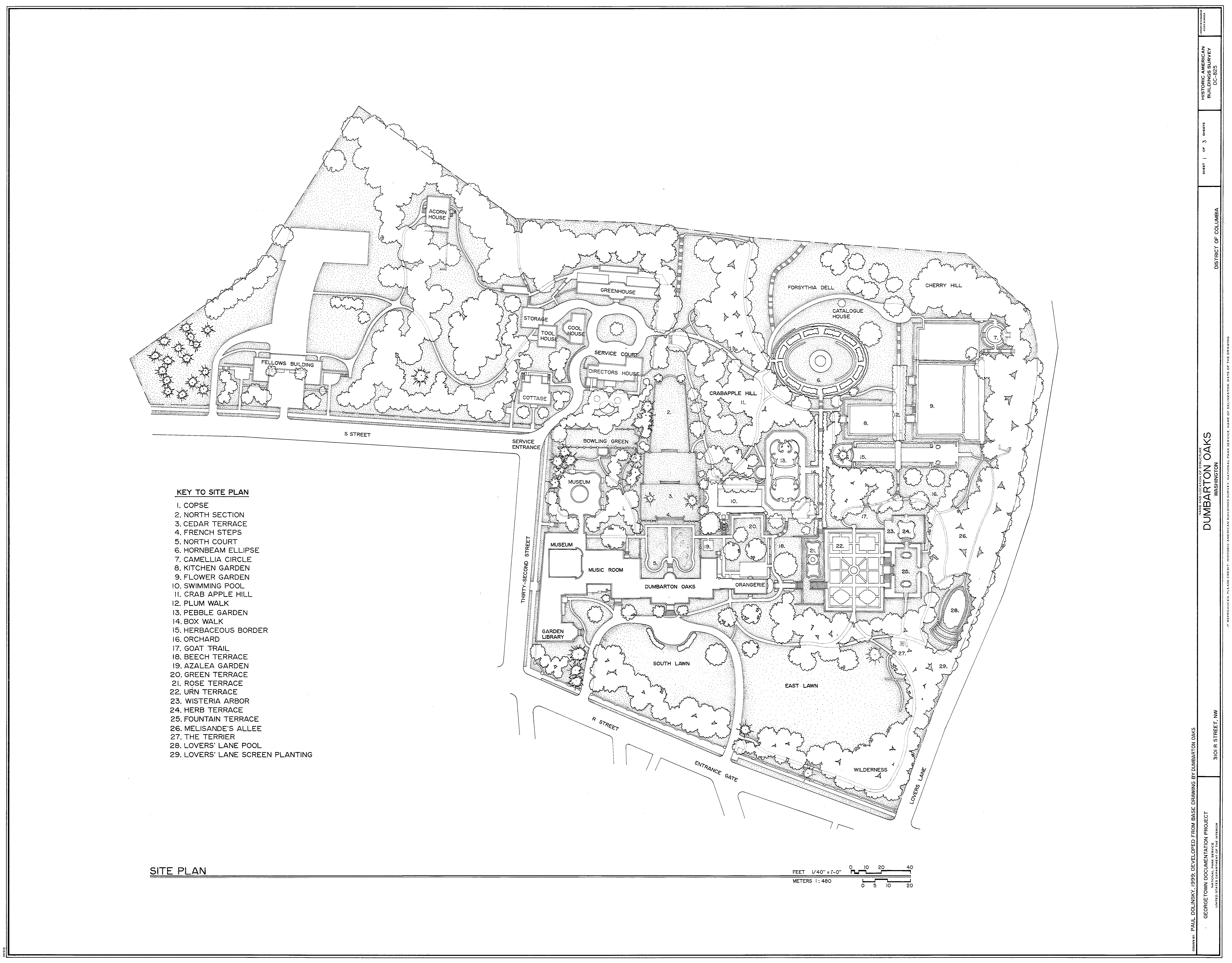
Planul locației Dumbarton Oaks

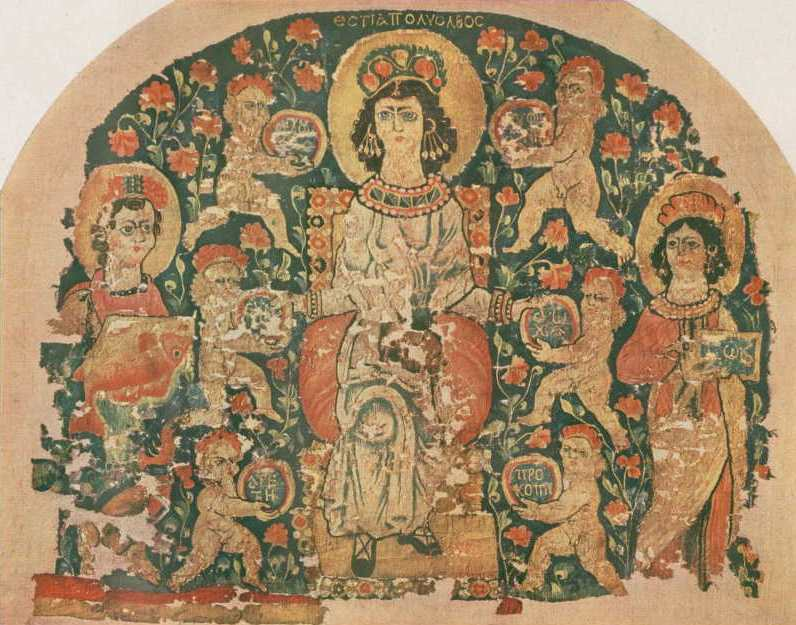
Tapiseria Hestia, Egipt, secolul al VI-lea

Dumbarton Oaks este o moșie istorică din cartierul Georgetown din Washington, D.C. A fost reședința și grădina lui Robert Woods Bliss (1875–1962) și a soției sale Mildred Barnes Bliss (1879–1969).
Biblioteca și colecția Dumbarton Oaks Research a fost fondată aici de cuplul Bliss, care a dat proprietatea Universității Harvard în 1940.
Institutul de cercetare care a ieșit din această legătură este dedicat sprijinirii bursei în domeniile studiilor bizantine și precolumbiene, precum și proiectării grădinii și arhitecturii peisajului, în special prin burse de cercetare, întâlniri, expoziții și publicații.
Dumbarton Oaks își deschide publicului și colecțiile de grădină și muzeu și găzduiește prelegeri publice și o serie de concerte.
Dumbarton Oaks se distinge de Dumbarton House, un muzeu istoric federal în stil federal, situat și în zona Georgetown.

## Legături externe
- Dumbarton Oaks Research Library and Collection website
- The Mosaics of Dumbarton Oaks
- Dumbarton Oaks Mosaic Pebble Garden
- Explore DC